# Vernichtungsschmerz
Als Vernichtungsschmerz werden starke, akut auftretende Schmerzen bezeichnet, welche beim Betroffenen das Gefühl der absoluten Hilflosigkeit hervorrufen, oder auch das Gefühl einer Todesangst vermitteln können. Dieser kann z. B. bei einem reißenden Bauchaortenaneurysma (BAA), bei Herzinfarkten, Lungenembolien, Subarachnoidalblutungen, aber auch bei einer Krebserkrankung im Endstadium auftreten.